# 24603 Mekistheus
A 24603 Mekistheus (ideiglenes jelöléssel 1973 SQ) egy kisbolygó a Naprendszerben. Cornelis Johannes van Houten,  Ingrid van Houten-Groeneveld és Tom Gehrels fedezte fel 1973. szeptember 24-én.